# Сан-Вінченцо-Валле-Ровето
Сан-Вінченцо-Валле-Ровето (італ. San Vincenzo Valle Roveto) — муніципалітет в Італії, у регіоні Абруццо,  провінція Л'Аквіла.
Сан-Вінченцо-Валле-Ровето розташований на відстані близько 90 км на схід від Рима, 60 км на південь від Л'Акуїли.
Населення — 2377 осіб (2014).
Щорічний фестиваль відбувається 22 січня. Покровитель — San Vincenzo.

## Демографія
Населення за роками:

Станом на 1 січня 2023 року в муніципалітеті офіційно проживали 52 іноземці з 11 країн, серед них 36 громадян країн Євросоюзу.

## Сусідні муніципалітети
- Бальсорано
- Чивіта-д'Антіно
- Коллелонго
- Морино
- Веролі